# 本願寺笠松別院
本願寺笠松別院（ほんがんじかさまつべついん）は、岐阜県羽島郡笠松町にある浄土真宗本願寺派の寺院（別院）である。
笠松町には真宗大谷派の笠松別院もあるため、通称「笠松西別院」ともいう。

## 沿革
1833年（天保4年）、本山20代広如上人が建立する。しかし諸般の事情により、実際に建立されたのは1838年（天保9年）であり、本山出張所という名称であった。
1868年（明治元年）、本願寺出張所に改称される。1891年（明治24年）、濃尾地震により建物が倒壊し、再建後、本願寺笠松別院に改称する。

## 所在地
- 岐阜県羽島郡笠松町柳原町100-3

## 交通アクセス
- 名鉄竹鼻線 西笠松駅より徒歩で約12分。
- 笠松町公共施設巡回町民バス 「西町」バス停下車、徒歩で約5分。